# Neoconis amazonica
Neoconis amazonica är en insektsart som beskrevs av Meinander 1983. Neoconis amazonica ingår i släktet Neoconis och familjen vaxsländor. Inga underarter finns listade i Catalogue of Life.